# Irish League 2000-2001
L'Irish League 2000-2001 è stata la 100ª edizione della prima divisione del campionato nordirlandese di calcio.
Il campionato era formato da dieci squadre e il Linfield vinse il titolo.

## Classifica finale
| Pos. | Squadra          | G  | V  | N  | P  | GF | GS | Punti |
| ---- | ---------------- | -- | -- | -- | -- | -- | -- | ----- |
| 1    | Linfield         | 36 | 22 | 9  | 5  | 75 | 31 | 75    |
| 2    | Glenavon         | 36 | 18 | 8  | 10 | 56 | 42 | 62    |
| 3    | Glentoran        | 36 | 15 | 12 | 9  | 52 | 37 | 57    |
| 4    | Coleraine        | 36 | 14 | 11 | 11 | 48 | 44 | 53    |
| 5    | Cliftonville     | 36 | 12 | 11 | 13 | 53 | 57 | 47    |
| 6    | Newry Town       | 36 | 12 | 8  | 16 | 42 | 55 | 44    |
| 7    | Omagh Town       | 36 | 11 | 10 | 15 | 48 | 54 | 43    |
| 8    | Portadown        | 36 | 10 | 11 | 15 | 48 | 60 | 41    |
| 9    | Crusaders        | 36 | 8  | 11 | 17 | 44 | 59 | 35    |
| 10   | Ballymena United | 36 | 9  | 7  | 20 | 41 | 68 | 34    |

G = Partite giocate; V = Vittorie; N = Nulle/Pareggi; P = Perse; GF = Goal fatti; GS = Goal subiti; 